# Laurin & Klement MS
Laurin & Klement MS/500/505, později pak Laurin & Klement – Škoda 500/505 byl model automobilu, respektive typ podvozku nákladního automobilu, vyráběný firmou Laurin & Klement (později Škoda Auto) v Mladé Boleslavi mezi lety 1914 a 1933. Mezi lety 1923 nesl typ modelová čísla 500 a 505, konstrukčně se od původního MS lišil pouze zvýšením výkonu a technickými detaily. Vyrobeno bylo celkem 824 kusů.

## Historie

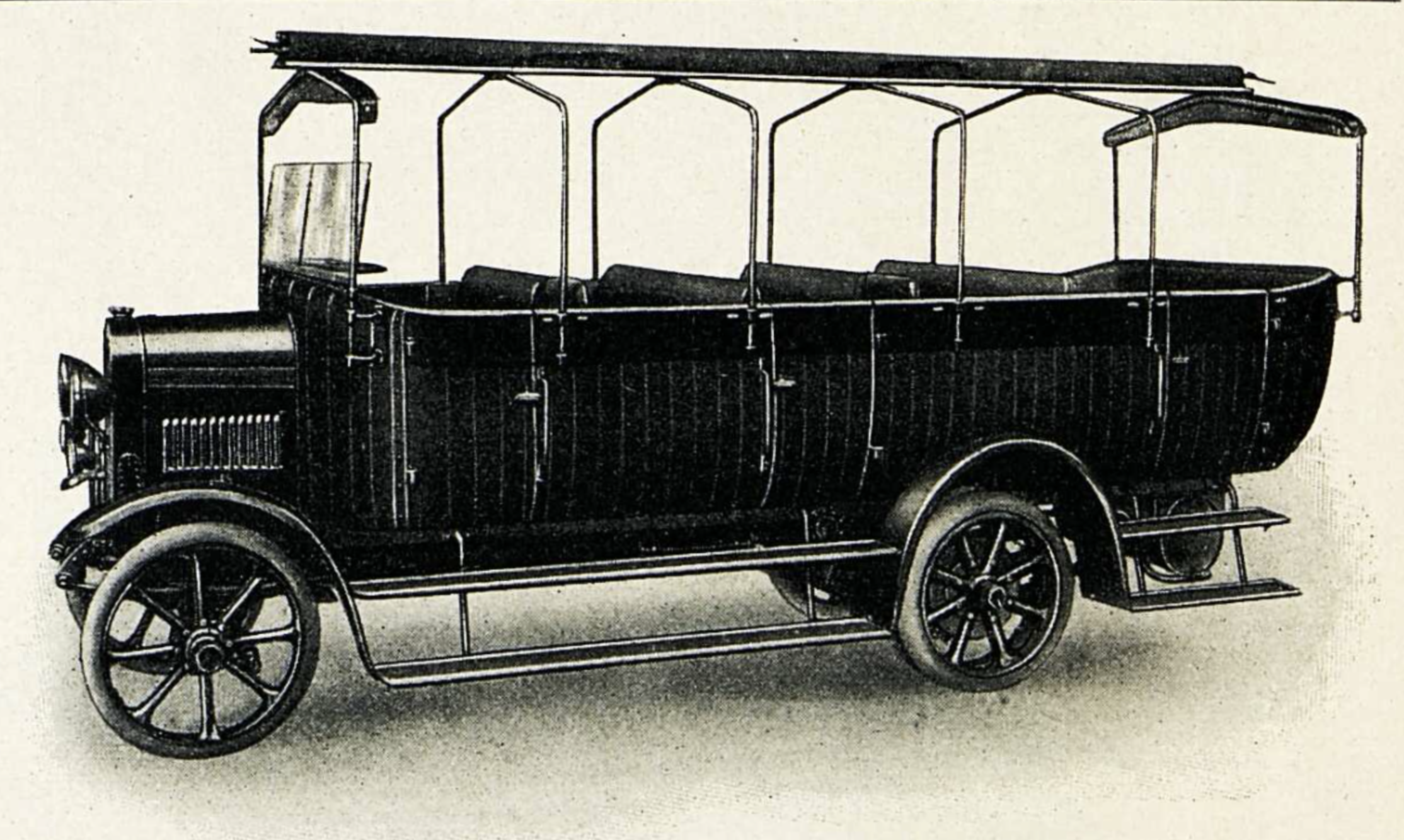
Autobus Laurin & Klement 500 s otevřenou karoserií (časopis Auto, 1923)

Typ MS vývojově nahrazoval podvozkový typ Laurin & Klement H, první čistě užitkový model továrny. Se začátkem výroby roku 1914 byly vozy MS hojně nasazeny ve vozových parcích rakousko-uherské armády v první světové válce. Většina vozů modelu MS měla odkryté sezení pro řidiče.
Výroba typů MS byla ukončena roku 1920 s výsledným počtem 253 vyrobených strojů. Následně pak firma od roku 1923 navázala výrobou téměř totožného modelu pod označením Laurin & Klement 500/505, lišící se mj. výkonem, systémem zapalování či zakrytím kabiny řidiče u nákladních vozů. Konečný počet vyrobených vozů dosáhl 100 ks u typu 500, 434 ks typu 505 a 37 ks typu 505 N (autobusová úprava). Vývojově následoval typ Laurin & Klement 540/545 vyráběný v letech 1920 až 1927. 

## Technické údaje
Stejně jako většina ostatních tehdejších vozů Laurin & Klement měl motor uložený vpředu s pohonem zadních kol, tuhou nápravu a listová pera. Vůz měl čtyřválcový motor SV a čtyřstupňovou převodovku: s objemem 4713 cm³, výkonem 27,9 kW (38 koní), velikostí vrtání 100  mm a zdvihem 150 mm. Vůz dosahoval maximální rychlosti od 16 do 40 km/h v závislosti mj. na stáří výrobní série či nosnosti vozu. Uvezl 1,5 až 2,5 tuny. 